# 达恩
达恩（德語：Dahn，發音：[daːn] ⓘ）是德国莱茵兰-普法尔茨州西南普法尔茨县的城市，面积40.76平方千米，2023年12月31日人口为4,535人。